# Sarsina
Sarsina (en llatí: Sarsina o Sassina, en grec antic: Σάρσινα) és una ciutat d'Itàlia a la regió d'Emília-Romanya, província de Forlì-Cesena, amb una població d'uns 4.000 habitants.

## Història
Era una ciutat de l'Úmbria a la vora dels Apenins, a uns 25 km al nord de Cesena, a la riba esquerra del riu Sapis (Savio). El seu territori contenia extenses pastures de muntanya, i per això Sili Itàlic l'anomena «dives lactis» (abundant en llet). També tenia extensos boscos, que abundaven en lirons, tan apreciats pels romans com a aliment.
El seu nom derivava de la tribu umbre (o, segons alguns, com ara Polibi, independent i separada) dels sarsinats (sarsinates, Σαρσινάτοι). Els Fasti Capitolini esmenten la victòria dels cònsols Numeri Fabi Píctor i Dècim Juni Pera sobre els sarsinats, que van celebrar un triomf, sense fer referència als umbres, però Titus Livi els classifica dins d'aquesta tribu. Es van sotmetre a Roma l'any 266 aC. Es va convertir en un municipi romà sense gaire importància.
La seva importància recau en què va ser el lloc de naixement del famós poeta còmic Plaute, nascut a Sarsina l'any 254 aC. En temps de l'Imperi, encara era un municipi segons testimonien diverses inscripcions, però va quasi desaparèixer durant l'alta edat mitjana, i no va recuperar importància fins al segle xiii. Del 1327 al 1400, se la van disputar les famílies dels Ordelaffi de Forlì i els papes. Al segle xv, va passar als Malatesta de Cesena i després als de Rímini, als quals Cèsar Borja els la va arrabassar (1500-1503) i després els venecians (1503-1509) la van ocupar, i va passar seguidament al papa. Sota domini pontifici, va ser un feu dels Pio de Meldola i dels Aldobrandini. Va passar a Itàlia el 1860.